# Gian Lorenzo Bernini
Gian Lorenzo Bernini (Nápoles, 7 de diciembre de 1598-Roma, 28 de noviembre de 1680) fue un escultor, arquitecto y pintor italiano. Trabajó principalmente en Roma y es considerado el más destacado escultor de su generación, creador del estilo escultórico barroco.
Bernini poseía la habilidad de crear en sus esculturas escenas narrativas muy dramáticas, de captar unos intensos estados psicológicos y también de componer conjuntos escultóricos que transmiten una magnífica grandeza. Su habilidad para esculpir el mármol llevó a que fuera considerado un digno sucesor de Miguel Ángel, muy por encima de sus coetáneos y especialmente de sus grandes rivales, Alessandro Algardi y Francesco Borromini. Su talento se extendió más allá de la escultura y fue capaz de sintetizar de manera brillante la escultura con la pintura y la arquitectura en un todo conceptual y visual coherente. Hombre profundamente religioso que puso su arte al servicio de la Contrarreforma, Bernini empleó la luz como un destacado recurso metafórico que completa sus obras, en ocasiones, con puntos de iluminación invisibles que intensifican el foco de la adoración religiosa o amplifican el dramatismo de la narrativa escultórica.
Bernini fue también uno de los mejores arquitectos del barroco romano, junto con sus contemporáneos Francesco Borromini y Pietro da Cortona. Al principio de sus carreras, todos trabajaron en el Palacio Barberini, pero después compitieron por los encargos de grandes obras y desarrollaron una feroz rivalidad, particularmente Bernini y Borromini. A pesar de la indiscutible calidad de Borromini y Da Cortona, Bernini gozó del favor de los papas Urbano VIII (1623–44) y Alejandro VII (1655–65) y, por tanto, se aseguró el proyecto más importante de la Roma de su tiempo, la basílica de San Pedro del Vaticano. El diseño de la plaza de San Pedro que se abre ante la basílica es uno de sus proyectos arquitectónicos más innovadores y alabados. 
Durante su extensa carrera, Bernini recibió numerosos encargos de gran relevancia, varios de ellos por parte del papado. A temprana edad, llamó la atención del cardenal nepote Scipione Caffarelli Borghese, sobrino del Papa, y en 1621, con solo 23 años, fue nombrado caballero por el papa Gregorio XV. Realizó las obras más destacadas durante el pontificado de Urbano VIII y aunque no tuvo tanta preeminencia durante Inocencio X, volvió a gozar del favor de los pontífices Alejandro VII y Clemente IX.
La reputación del legado de Bernini disminuyó durante el Neoclasicismo, que despreciaba el arte barroco. Hubo que esperar hasta el siglo XIX para que, durante la búsqueda de una comprensión del contexto en el que trabajó Bernini, se reconocieran sus logros artísticos y se restaurara su reputación. En opinión del historiador del arte, Howard Hibbard, durante el siglo XVII, «no hubo escultores o arquitectos comparables a Bernini».

## Orígenes y aprendizaje
Bernini nació en 1598 en Nápoles, ciudad natal de su madre, Angelica Galante. Su padre era el escultor Pietro Bernini, nacido en la Toscana, en la población de Sesto Fiorentino, que se había trasladado a Nápoles para trabajar en las obras de la Cartuja de San Martín. En la ciudad conoció a Angelica Galante, con la que se casó. La familia, cuando Gian Lorenzo tenía seis años, se trasladó a Roma, donde Pietro trabajaba bajo la protección del cardenal Scipione Caffarelli-Borghese, a quien muestra el precoz talento de Gian Lorenzo.
La Roma de inicios del siglo XVII era una ciudad de un fervor artístico excepcional, novedoso y revolucionario, que acogía artistas de toda Europa en una continua confrontación de ideas y experiencias artísticas. En este ambiente trabajaron maestros como Caravaggio, Annibale Carracci o Peter Paul Rubens, quienes abrieron la senda del Barroco.
Recibió las primeras enseñanzas de su padre, el escultor manierista Pietro, cuya influencia se notaría en las primeras obras de Gian Lorenzo. A su lado, el joven Bernini aprendería la organización de un taller colectivo (en el futuro dirigirá muchos) y la fusión interna de un proyecto arquitectónico con la iconografía, la escultura y la pintura.
Pietro Bernini, se instaló en Roma el año 1605 para trabajar en las obras de Paulo V. Realizó, entre otras, el relieve de La Asunción de la Virgen en el baptisterio de la basílica de Santa María la Mayor. También participó en la construcción de la Capilla Paulina, proyectada por Flaminio Ponzio para albergar la tumba de los papas Paulo V y Clemente VIII.

## Primeras obras y consagración

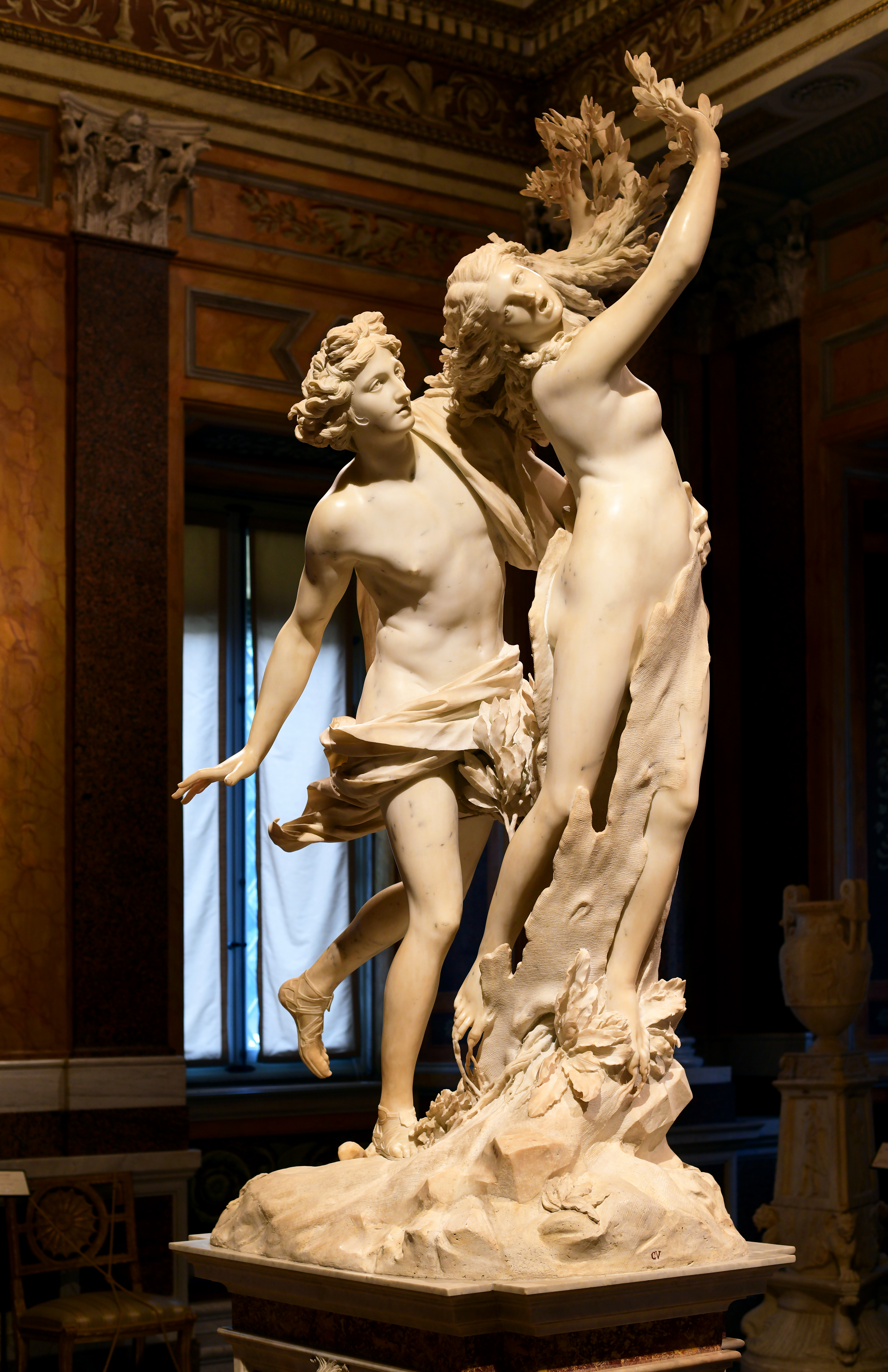
Apolo y Dafne (1622-1625).

Las obras de Bernini revelaron ya desde un principio su enorme talento. En su primera fase estilística, Bernini demuestra un interés y un respeto absoluto por la escultura helenística, en obras que imitaban a la perfección el estilo antiguo.
Son de este período el Ángel con el dragón y el Fauno entretenido por cupidos. En cambio, obras creadas en solitario por Gian Lorenzo son La Cabra Amaltea en 1615, y los dos retratos en busto de Santoni y de Giovani Vigevano para sendas iglesias.
Entre 1621 y 1625, Bernini realizaría cuatro obras que lo consagrarían como un maestro de la escultura y le darían fama. Se trata de los cuatro Grupos Borghesianos, cuatro grupos escultóricos basados en temas mitológicos y bíblicos encargados por el cardenal Borghese.
Las obras en cuestión eran Eneas, Anquises y Ascanio, basado en la Eneida, el Rapto de Proserpina, el David y Apolo y Dafne. Son obras monumentales que marcarían una nueva dirección en la carrera de Bernini. Las cuatro permanecen actualmente en la Galería Borghese de Roma.
Más adelante, entre los años 1627 y 1629, Bernini sería aprendiz del escultor clásico Fabio Daini, con el cual realizó dos obras posteriormente destruidas, que aumentarían la fama anteriormente conseguida.

## La protección de los papas
Durante su vida, Bernini gozó del favor y la protección de siete papas, para los que realizó numerosas obras. Sin embargo fueron tres los que mayores obras le encargaron. 

### El papado Barberini
1623 fue un año crucial para la suerte de Roma, también desde el punto de vista artístico. Maffeo Barberini fue elegido papa con el nombre de Urbano VIII, un pontífice ambicioso, amante de las artes y gran admirador de Bernini, al cual le otorgó el cargo del arquitecto de Dios. Le consideraba el artista ideal para realizar sus proyectos urbanísticos y arquitectónicos, para dar forma y expresión a la voluntad de la Iglesia de representarse a sí misma con fuerza triunfante, a través de obras espectaculares, con un marcado carácter comunicativo, persuasivo y celebrativo.

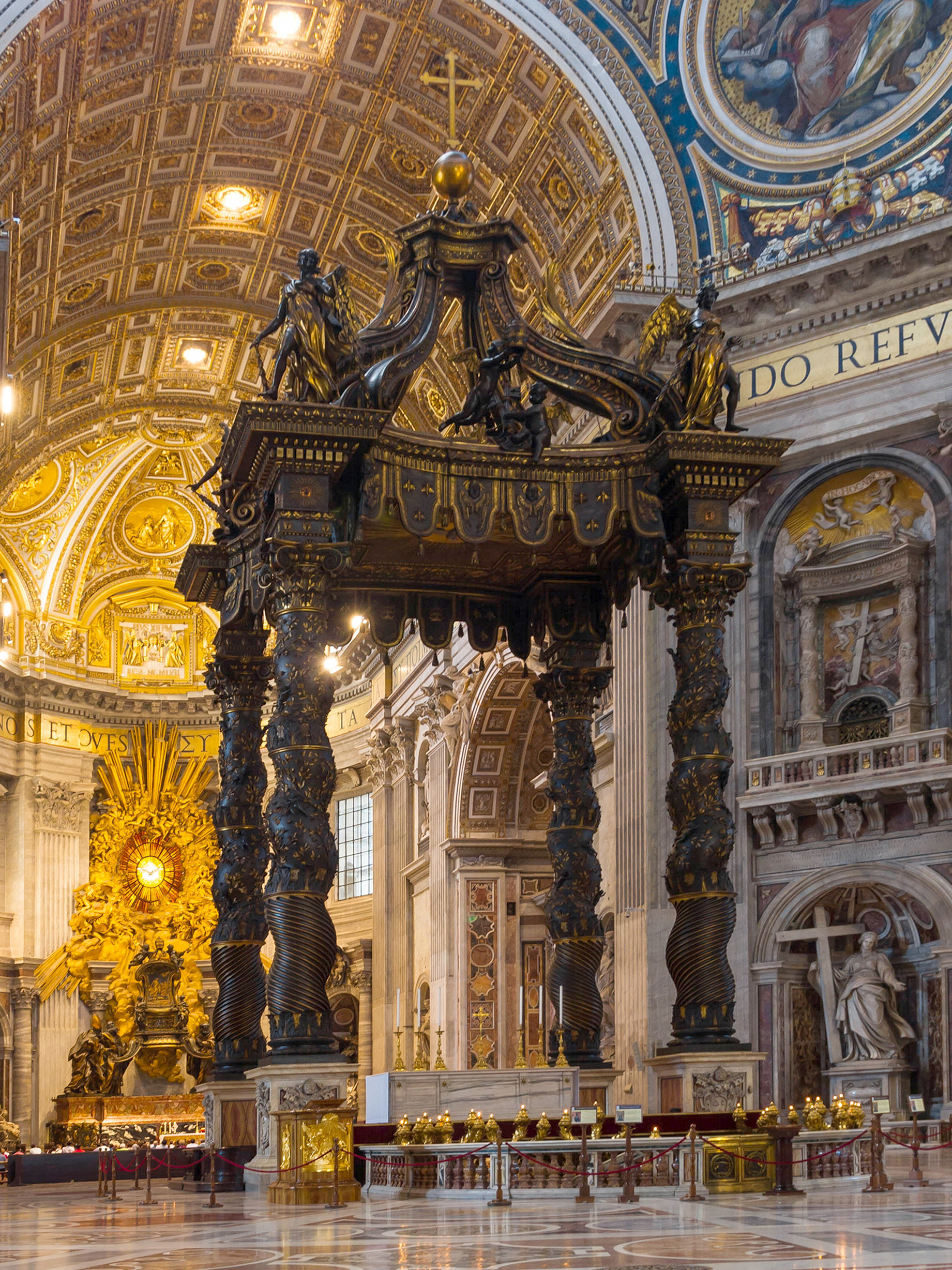
Baldaquino de la Basílica de San Pedro.

El primer encargo de Bernini fue, en 1623, la estatua de Santa Bibiana, en la iglesia de Santa Bibiana en Roma, que incluía el proyecto de la fachada y una estatua de la santa en un momento de éxtasis. Aquí se da un giro hacia una mayor expresividad, con efectos acentuados de claroscuro, que dialogan con la pintura de Pietro da Cortona, otro protagonista del Barroco romano.
La asociación artística de Urbano VIII con su artista predilecto, culminará en la Basílica de San Pedro: la basílica surgida sobre el lugar del martirio del apóstol San Pedro, que representaría el renacimiento de la Iglesia y su reivindicación moral y espiritual tras la crisis del siglo anterior.
El papa deseaba que el nuevo altar estuviese cubierto por un enorme baldaquino de bronce, construido entre los años 1624 y 1633, y coronado con el emblema barberiano. Se apoya en cuatro gigantescas columnas salomónicas, que acaban en volutas y racimos naturalísticos. Se inspiraba en baldaquinos provisionales utilizados durante la cuaresma u otras fiestas, pero esta vez plasmado en bronce de forma permanente.
En 1627 comienza la construcción del Mausoleo de Urbano VIII, terminado con varios años de retraso. Fue colocado en posición simétrica respecto al de Paulo III, el papa del Concilio de Trento, donde inició la reforma que el actual papa reclamaba haber concluido. Está inspirado en la Tumba Médicis de Miguel Ángel, con la estatua del papa en lo alto. La mayor innovación es que la muerte aparece representada como un esqueleto que rinde honores a la figura del papa. 
En 1630 comienzan las obras del Palacio Barberini, comenzadas por Carlo Maderno. Contó con la colaboración de Francesco Borromini, que pronto se convertirá en su rival.

### Inocencio X

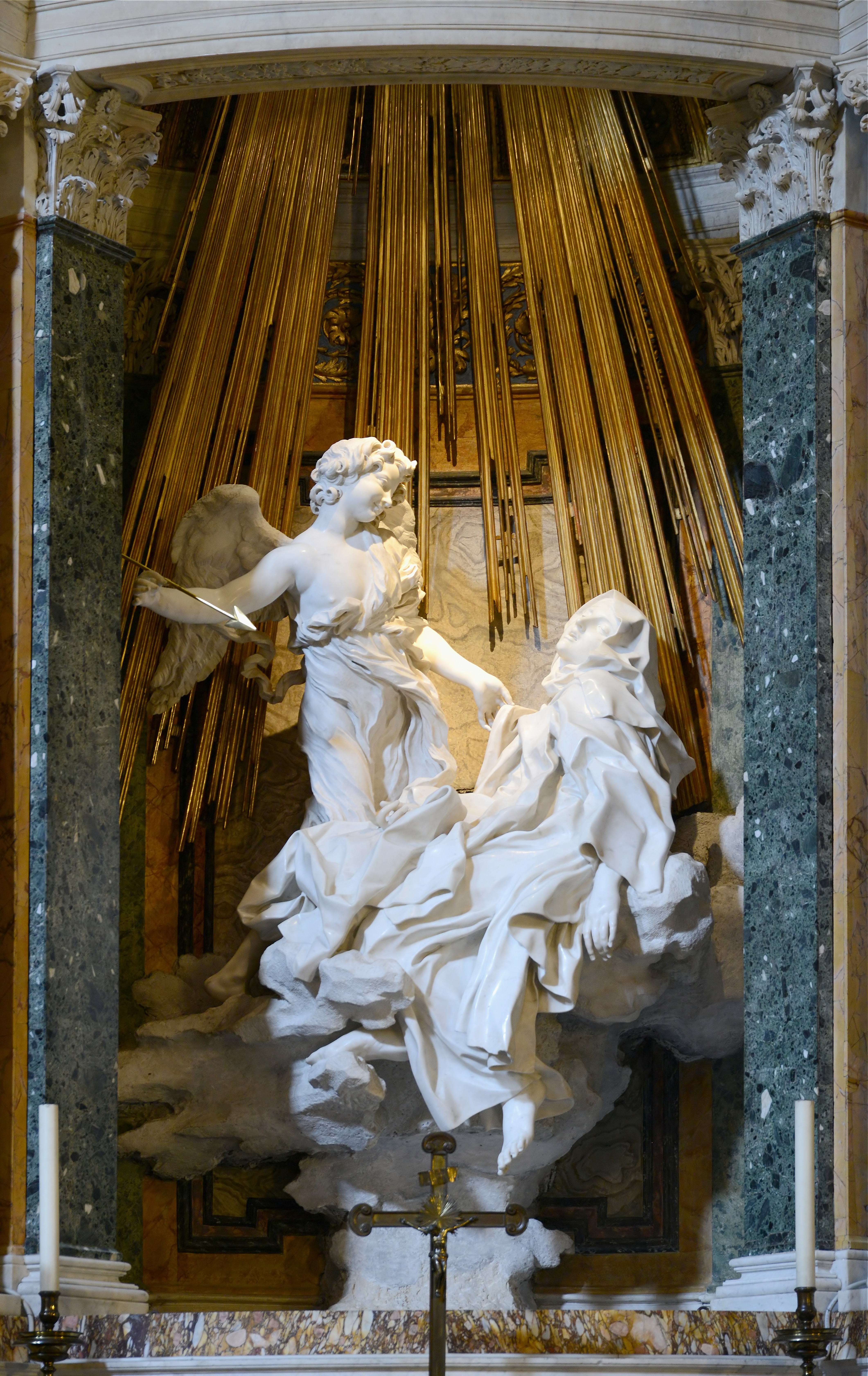
Éxtasis de Santa Teresa (1647-1652), en la capilla Cornaro de la iglesia de Santa María de la Victoria de Roma.

En 1644 comienza el papado de Inocencio X, mucho más austero por la crisis económica de los Estados Pontificios tras el tratado de Westfalia. Ese mismo año sufriría la demolición del campanario de la fachada de la basílica de San Pedro, por problemas de estabilidad. Sus detractores le acusaron de incompetencia técnica, mientras el papa le daba su apoyo. Coincidiría también con el ascenso de artistas rivales como Francesco Borromini o Carlo Rainaldi.
En estos años realizaría una de sus obras cumbres, el éxtasis de Santa Teresa. También realizaría la famosa Fuente de los Cuatro Ríos, en la plaza Navona de Roma, y la escultura La Verdad, actualmente en la Galería Borghese.

### Alejandro VII
Con la elección de Fabio Chigi como Alejandro VII en 1655, vuelve a haber un papa humanista, que como Maffeo Barberini 30 años antes se rodea de arquitectos para la ejecución de ambiciosos proyectos urbanísticos, como la reordenación de la Piazza del Popolo.

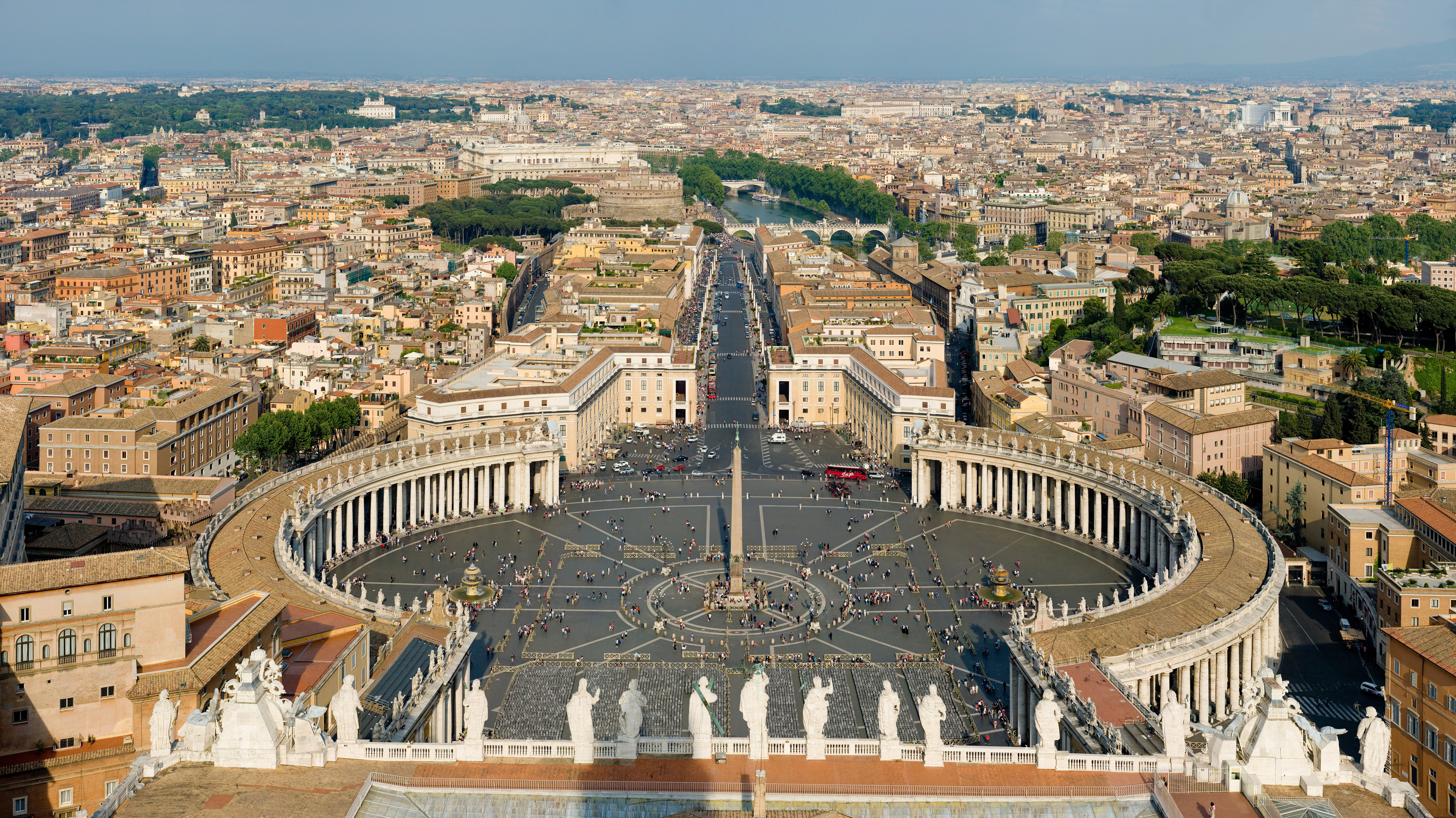
Plaza de San Pedro

En San Pedro termina la decoración interior con la espectacular Cátedra de San Pedro, situada en el fondo del ábside, un relicario que contiene la cátedra paleocristiana. Sostenida por estatuas de los Padres de la Iglesia Católica, como símbolo de la sabiduría y de la autoridad papal. La paloma simboliza el Espíritu Santo.

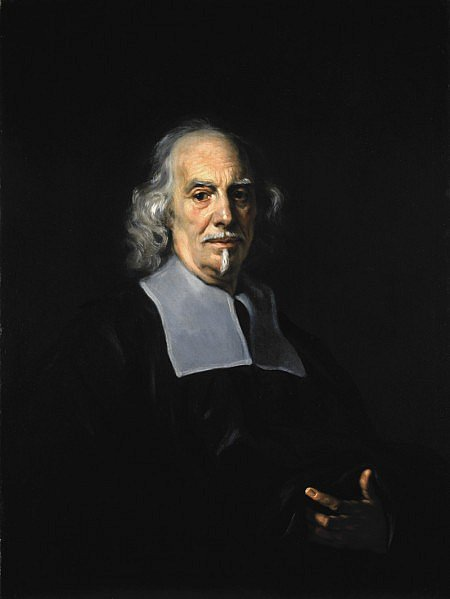
Gian Lorenzo Bernini en 1665, pintado por Giovanni Battista Gaulli.

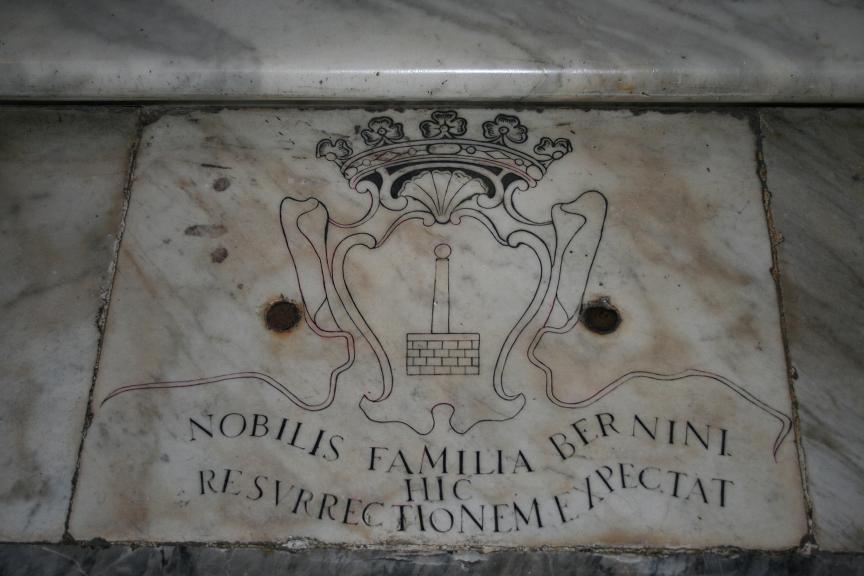
Lápida de la tumba de Bernini en la Basílica de Santa María la Mayor.

Al exterior construye una columnata elíptica, espacio dedicado a ceremonias religiosas públicas, que representa el abrazo de la iglesia a todo el pueblo. Las obras de San Pedro culminaron con la Scala Regia, la entrada oficial al palacio apostólico, utilizando una columnata fugada que, flanqueando la escalinata, corrige la irregularidad del muro y crea la ilusión visual de una escalera de mayores dimensiones.
Para la familia Chigi construye dos iglesias: la colegiata de Ariccia y la de Castel Gandolfo. También edificó la iglesia de Sant'Andrea en el Quirinal, encargada por Camilo Pamphili, una iglesia pequeña de planta elíptica con la entrada en el eje menor y un óculo en el centro.
Bernini era ya un artista de fama internacional, y en 1664 el ministro Colbert durante el reinado de Luis XIV, convence al papa para que le ceda a su artista predilecto. Así, en 1665 Bernini parte para Francia, con el encargo de reestructurar el palacio del Louvre. Fue recibido como un príncipe, sin embargo la experiencia francesa duró tan solo seis meses. Su estilo no gustaba a los comisionados franceses, que prefirieron encargar el trabajo a Claude Perrault. Sí que realizó, a pesar de todo, un Retrato ecuestre de Luis XIV.
Uno de los últimos grandes trabajos encargados por Alejandro VII, fue la escultura del Sepulcro de Alejandro VII, un monumento meditativo e íntimo que representa a Alejandro VII, arrodillado y humilde, acosado por La Muerte, figura que le muestra un reloj de arena, recuerdo de que algún día el tiempo se acabará. Contiene cuatro figuras alegóricas: la Caridad, la Verdad, la Prudencia y la Justicia.

## Obra

### El retrato

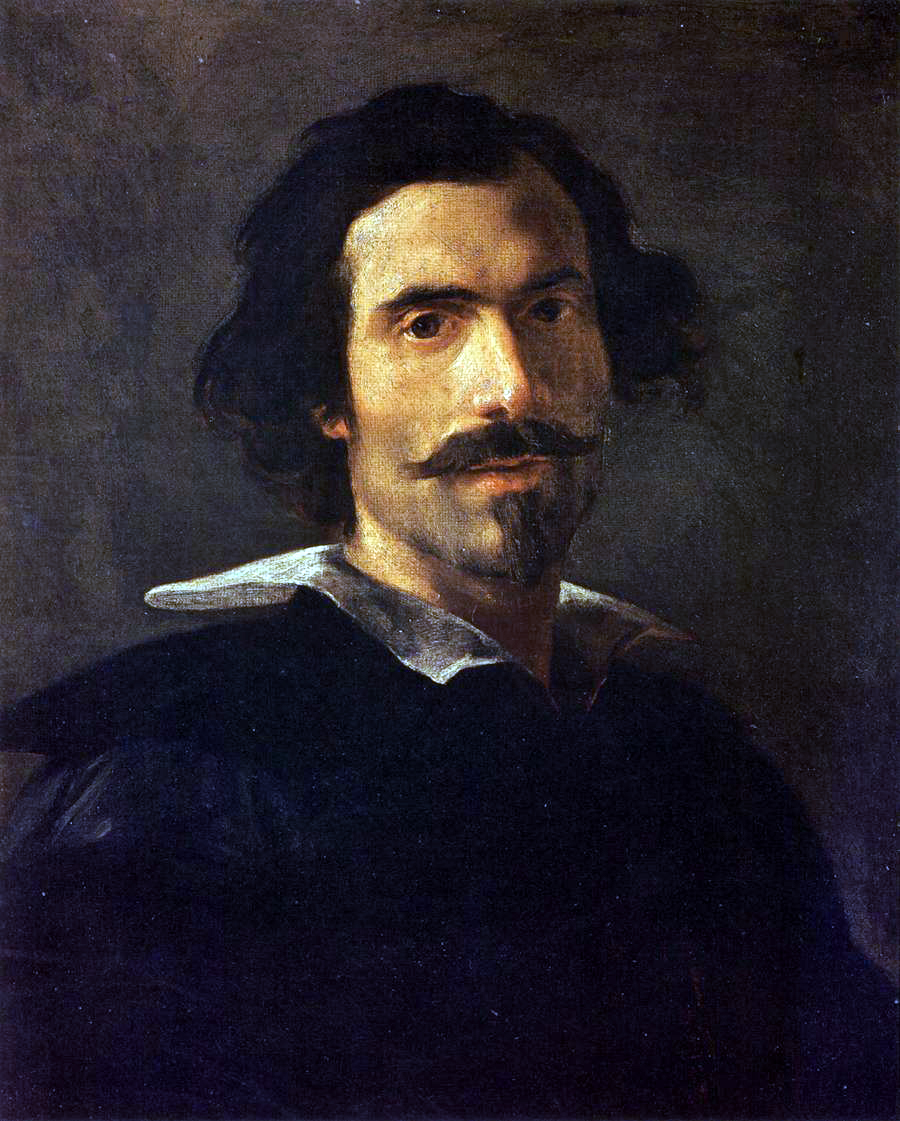
Autorretrato (c. 1635), Galería Uffizi.

A lo largo de su vida realizó numerosos retratos de papas, reyes y nobles, que le reportaron fama y riqueza. Les solía retratar a la heroica, realzando la expresión y magnificencia. Él mismo confesó inspirarse para ello en Rafael.

### La restauración
La base de la formación artística de Bernini fue el estudio de la tradición grecorromana. Sus restauraciones revelan el gusto por la precisión, por la interpretación original del helenismo y el respeto por la integridad de la obra, como en el Hermafrodito. En la restauración de Ares Ludovidisi en 1627 se aprecia perfectamente la intervención de Bernini por el diferente color y tratamiento del mármol.

### Arquitectura

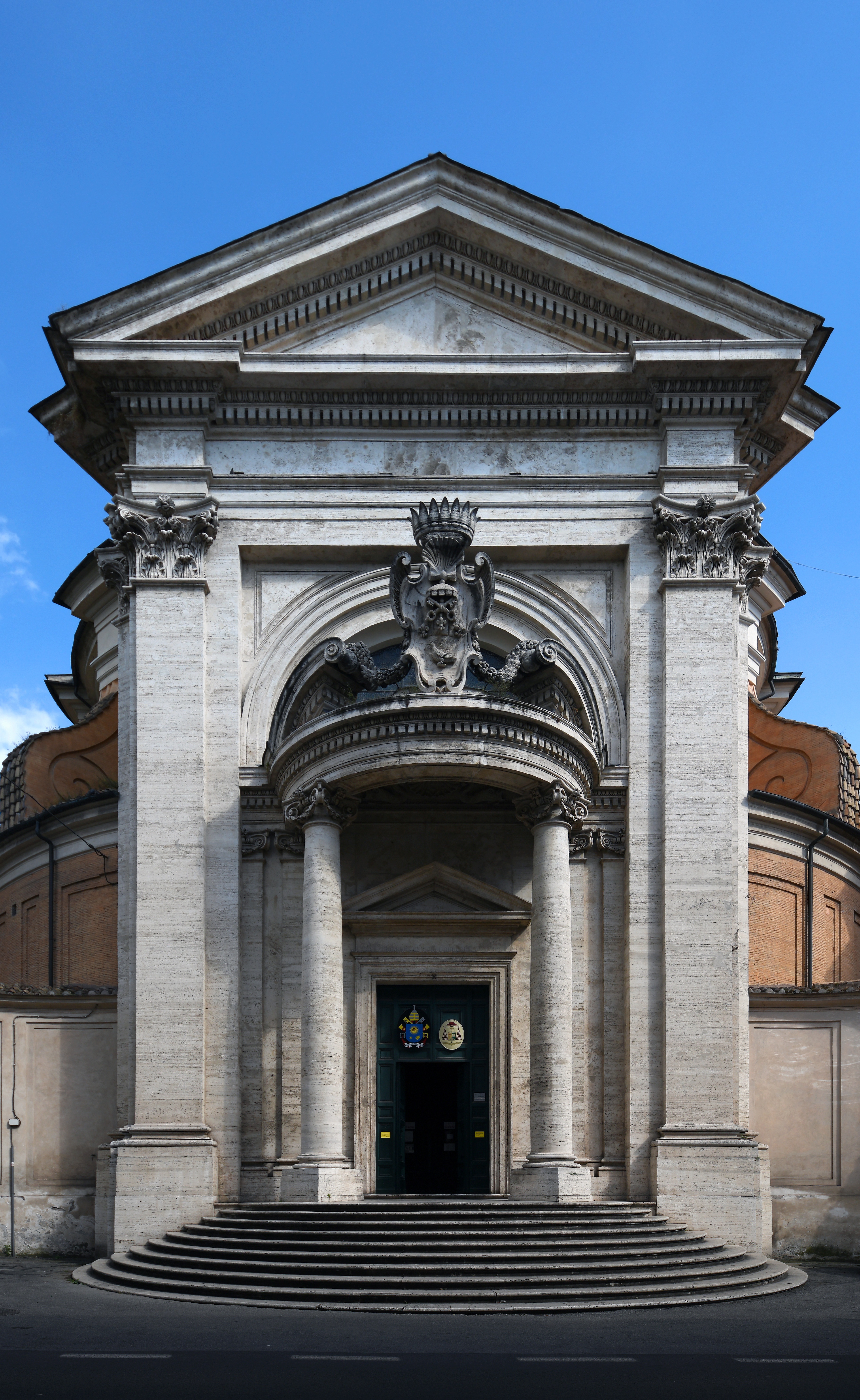
Iglesia de San Andrés del Quirinal

Es el arquitecto más representativo de todo el barroco italiano. Sus características como arquitecto barroco fueron:
- Dar mucha importancia a lo decorativo, tanto en el interior como en el exterior.
- Los elementos constructivos (columnas, pilastras, etc.) se multiplican, pero con función decorativa, siendo su único fin dar ritmo arquitectónico.
- Frontones, entablamientos, etc. se rompen, las curvas se compenetran con líneas rectas, buscando siempre presiones dinámicas.
- En las iglesias prefiere las plantas centralizadas, fundamentalmente la planta ovalada (pequeñas iglesias).

- Plaza de San Pedro
- Iglesia de Sant'Andrea en el Quirinal
- La Capilla Cornaro
- Capilla del marqués Raimondi en San Pietro in Montorio, Roma
- Colegiata de Ariccia
- Iglesia de San Tomás de Villanova (Ariccia)
- Palacio Montecitorio
- Palacio Chigi Odescalchi
- Scala Regia del Vaticano

### Monumentos

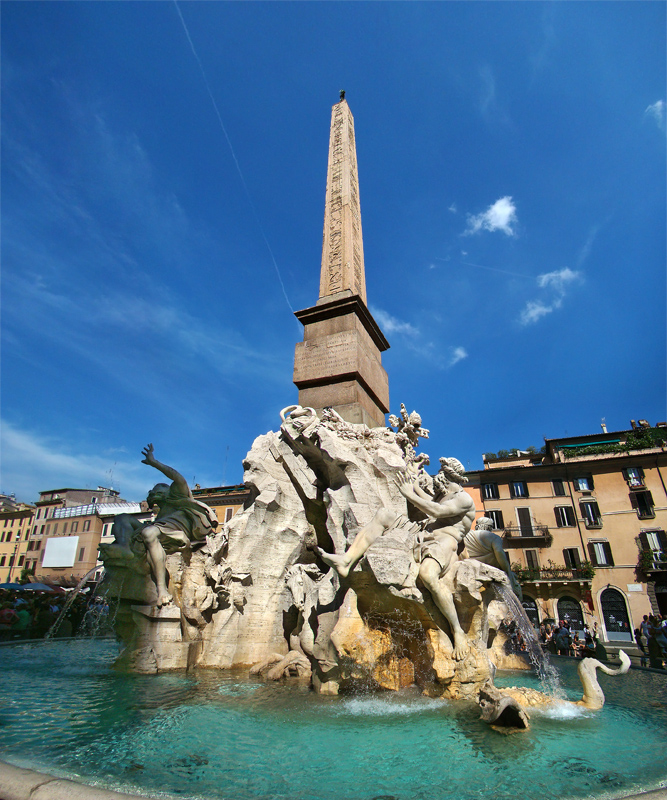
Fuente de los Cuatro Ríos.

El arte de Bernini estaba basado en la arquitectura, la escultura y el urbanismo, que se fundían en el teatro. Bernini fue un escenógrafo muy apreciado, utilizaba todos los recursos disponibles para sorprender al público con efectos ilusionistas, reutilizados después en su arquitectura. Esto se aprecia en conjuntos monumentales que combinan las figuras esculpidas, ubicadas en un escenario arquitectónico.
- Baldaquino de San Pedro (1624) - Bronce, en parte dorado, Basílica de San Pedro, Ciudad del Vaticano
- Sepulcro de Urbano VIII (1627-1647) - Bronce dorado y mármol, figuras a tamaño mayor que el natural, Basílica de San Pedro, Ciudad del Vaticano
- Sepulcro de Alejandro VI
- Cátedra de San Pedro
- Elefante Obeliscoforo (1667-1669) - Mármol, plaza de Santa María sopra Minerva, Roma
- Capilla Chigi en Santa Maria del Popolo
- Capilla Cornaro
- Altar del Santísimo Sacramento
- Capilla Raimondi
- Fuente de los Cuatro Ríos (1648-1651) - Travertino y mármol, plaza Navona, Roma. (De la cual se conserva un modelo en bronce mutilado en el Palacio Real de Madrid)
- Fuente de la Barcaza
- Fuente del Tritón

### Esculturas

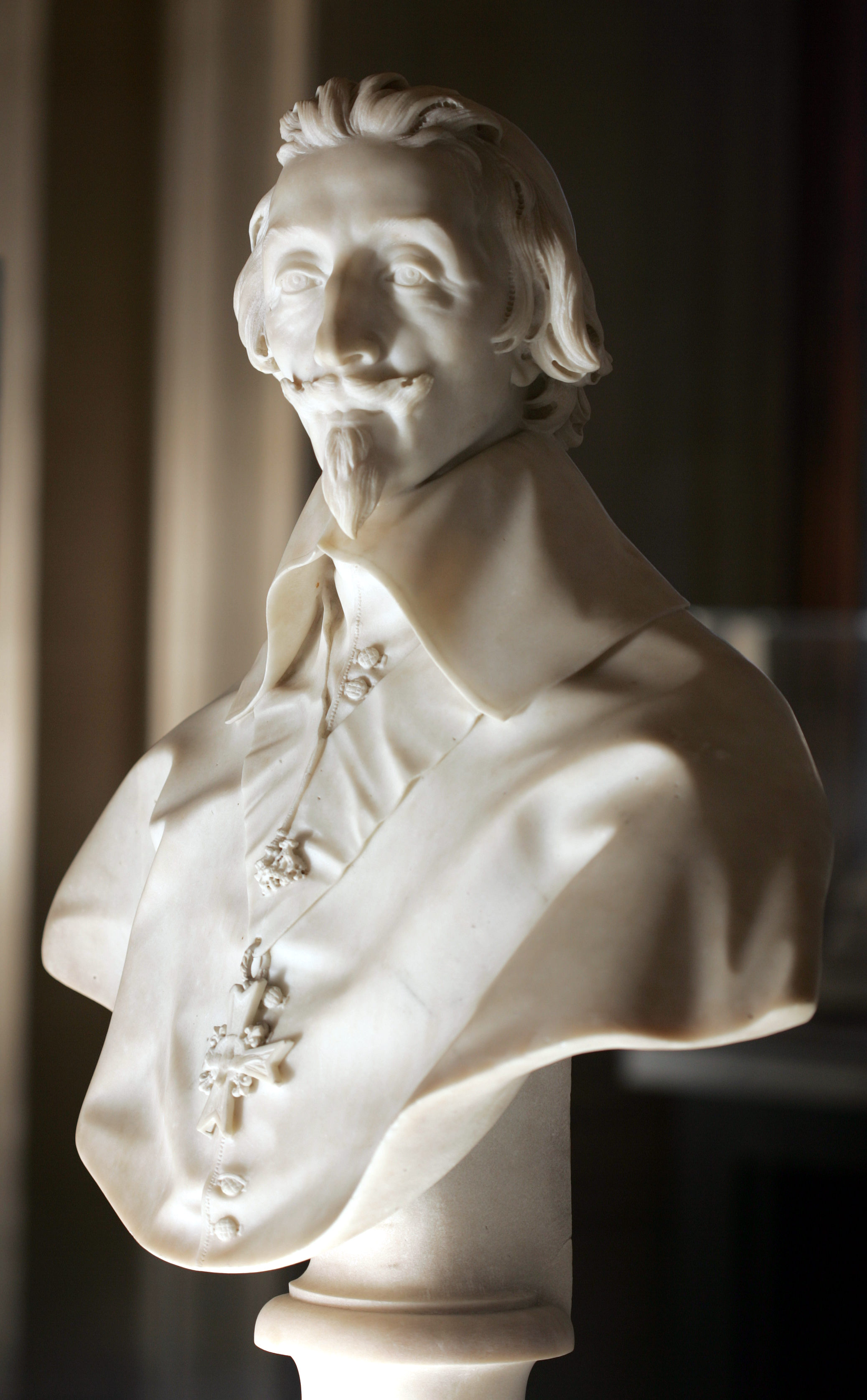
Busto del cardenal Richelieu (1641). Museo del Louvre.

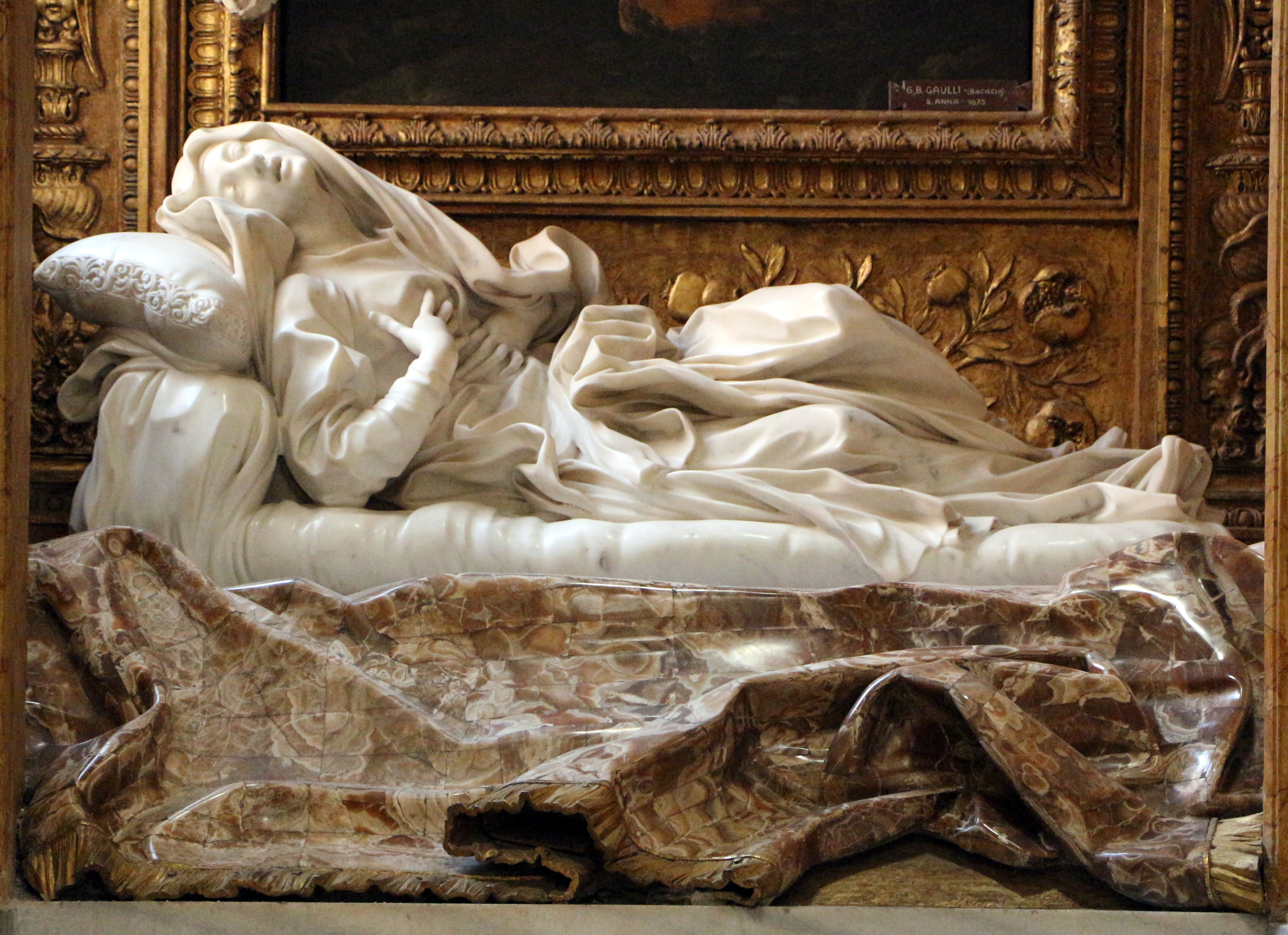
Éxtasis de la beata Ludovica Albertoni (1671-1674).

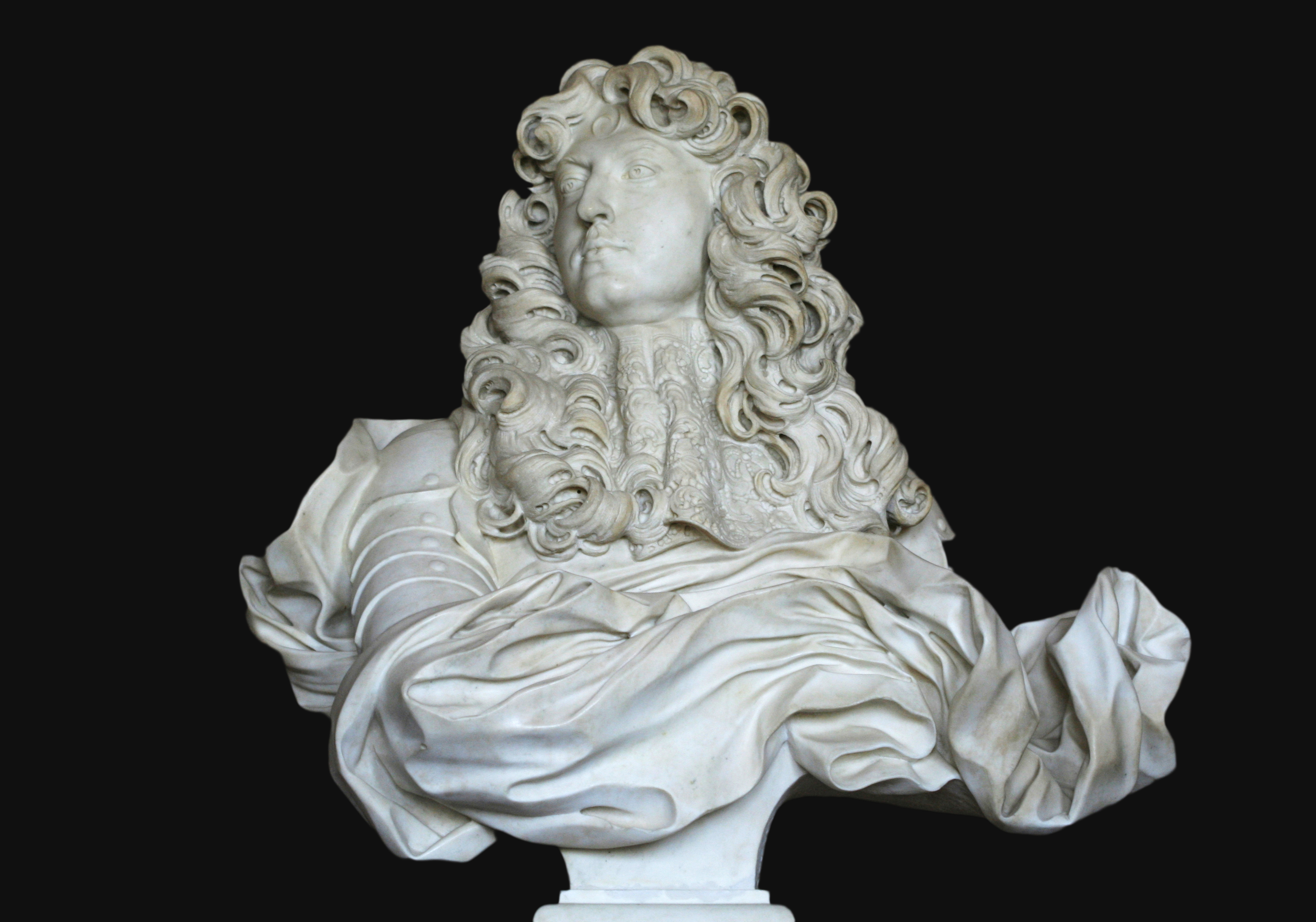
Busto del rey Luis XIV (1665). Palacio de Versalles.

En sus primeras obras Bernini respetaba fielmente los cánones clásicos, a la vez que se observaba la influencia manierista de su padre. Sin embargo, su estilo muestra una evolución en los cuatro grupos Borghesianos, donde aparece con fuerza la creatividad del artista.
En estas composiciones el artista plasma el momento culminante del drama, mostrando la gracia y la expresión de los personajes. Pero sobre todo, lo que fascina de estas obras es el virtuosismo, la naturalidad, el efecto de materialidad y de claroscuro. Por otro lado, resulta novedosa la relación de las esculturas con el espacio circundante, ya que están concebidas para ser observadas desde un punto determinado, no para ser rodeadas y vistas desde cualquier ángulo.
Como ejemplo de su maestría con la piedra, durante los trabajos del busto de Scipione Borghese, apareció un defecto en el mármol. Borghese aceptó no posar durante varios días, ignorando que en ese tiempo esculpiría un busto idéntico desde cero.
- San Lorenzo sobre la parrilla (Martirio de San Lorenzo) (1614-1615) - Mármol, 66 x 108 cm, Colección Contini Bonacossi, donada en 1969 a la Galería de los Uffizi de Florencia
- La Cabra Amaltea (1615) - Mármol, Galería Borghese, Roma
- San Sebastián (h. 1617) - Mármol, Museo Thyssen-Bornemisza, Madrid (depósito de la sociedad Omicron)
- Busto del Papa Paulo V - Mármol, altura 79 cm, Galería Borghese, Roma
- Eneas, Anquises y Ascanio (1618-1619) - Mármol, altura 220 cm, Galería Borghese, Roma
- Anima Dannata (1619) - Mármol, Embajada de España ante la Santa Sede, Palazzo di Spagna, Roma
- Anima Beata (1619) - Mármol, Embajada de España ante la Santa Sede, Palazzo di Spagna, Roma
- Rapto de Proserpina (1621-1622) - Mármol, altura 295 cm, Galería Borghese, Roma
- Apolo y Dafne (1622-1625) - Mármol, altura 243 cm, Galería Borghese, Roma
- David (1623-1624) - Mármol, altura 170 cm, Galería Borghese, Roma
- San Longino (1631-1638) - Mármol, altura 450 cm, Basílica de San Pedro, Ciudad del Vaticano
- Busto de Scipione Borghese (1632) - Mármol, altura 78 cm, Galería Borghese, Roma
- Busto de Costanza Bonarelli (h. 1635) - Mármol, altura 70 cm, Museo Nacional del Bargello, Florencia
- Busto del Cardenal Richelieu (1640-1641) - Mármol, Museo del Louvre, París
- La Verdad (1645-1652) - Mármol, altura 280 cm, Galería Borghese, Roma
- Éxtasis de Santa Teresa (modelo) - Terracota, Museo del Ermitage, San Petersburgo
- Éxtasis de Santa Teresa (1647-1652) - Mármol, capilla Cornaro, Santa Maria della Vittoria, Roma
- Daniel y el león (1650) - Mármol, Santa Maria del Popolo, Roma
- Busto de Francisco I de Este (1650-1651) - Mármol, altura 107 cm, Galería Estense, Módena
- Visión de Constantino (1654-1670) - Mármol, Palacios Pontificios, Ciudad del Vaticano
- Cristo en la cruz (1654) - Bronce dorado y madera, Monasterio de San Lorenzo de El Escorial, Madrid
- Habacuc y el ángel (1655) - Terracota, altura 52 cm, Museo Sacro, Museos Vaticanos, Ciudad del Vaticano
- Busto de Luis XIV (1665) - Mármol, altura 80 cm, Museo Nacional de Versalles, Versalles
- Ángel con la corona de espinas (1667-1669) - Mármol, tamaño mayor que el natural, Sant'Andrea delle Fratte, Roma
- Busto de Gabriele Fonseca (1668-1675) - Mármol, más grande que el natural, San Lorenzo in Lucina, Roma
- Luis XIV a Caballo (1669-1670) - Terracota, altura 76 cm, Galería Borghese, Roma
- Éxtasis de la beata Ludovica Albertoni (1671-1674) - Mármol, capilla Altieri-Albertoni, San Francesco a Ripa, Roma

## Museos que albergan sus obras
- Galería Borghese en Roma
- Galería Uffizi de Florencia
- Museo del Louvre
- National Gallery de Londres
- National Gallery of Scotland de Edimburgo
- Victoria and Albert Museum
- Kunsthalle de Hamburgo
- Museo Thyssen-Bornemisza de Madrid
- Museo Metropolitano de Arte de Nueva York
- Palacio Doria-Pamphili de Roma
- Museo del Prado de Madrid (autorretrato)[10]